# 日本共産党（革命左派）神奈川県委員会
日本共産党（革命左派）神奈川県常任委員会（にほんきょうさんとう かくめいさは かながわけんじょうにんいいんかい、通称：革命左派）は、1969年に結成された日本の新左翼党派の一つ。名称は「日本共産党革命左派神奈川県委員会」、または「日本共産党（革命左派）」、京浜安保共闘（けいひんあんぽきょうとう）、京浜安保共闘革命左派、革命左派組織とも呼ばれる。
当記事では、関連する以下3グループを記述する。
1. 「警鐘」グループ - 社学同ML派や共産同マル戦派から分離したグループ
2. 「日本共産党（左派）神奈川県委員会」（通称 神奈川左派） - 日本共産党を除名された中国派のグループ。上記の「警鐘」グループが合流した。
3. 「日本共産党（革命左派）神奈川県常任委員会」（通称 革命左派） - 上記の「神奈川左派」分裂後、結成されたグループ。後にその獄外グループが赤軍派と合流し、連合赤軍を結成した。

## 名称
「京浜安保共闘」は、「日本共産党革命左派神奈川県常任委員会」の指導の下に組織された大衆組織のひとつだが、マスコミ等によって「日本共産党革命左派神奈川県常任委員会」またはその軍事組織である「人民革命軍」の代名詞として使われるようになった。

## 概要
連合赤軍や日本労働党の母体の一つとして知られる。「毛沢東思想で武装した革命党建設」を目標とし、「反米愛国」を掲げ、当初は労働運動を、後に武装闘争を中心とした活動を行った。党の青年組織として「青年共産同盟」、大衆組織として革命左派の各種大衆団体（学生戦闘団、京浜労働者反戦団、婦人解放同盟など）及び共闘関係にあった東京共青による「京浜安保共闘」を持ち、非合法部門として「人民革命軍」を持っていた。ヘルメットは赤ヘルに白の一つ星、機関紙のタイトルは『解放の旗』。主な拠点は東京水産大学および横浜国立大学。
直接の母体が「日本共産党（左派）神奈川県委員会」であることから党派名に「日本共産党」を冠しているが、系統的にはブントML派の分派であり、初代最高指導者の河北三男や後に獄外最高指導者となる永田洋子をはじめ中心メンバーの多くは社学同ML派出身者である（但し組織の実質的な最高指導者である川島豪はマル戦派出身）。また、ML派からも自派の分派として激しく敵視されていた。共産党出身者は、初期の非主力メンバーに左派経由で加わった者、当時の学生運動の高揚の中で民青から反代々木派に転じ革命左派に加わった者など若干名いたが、いずれも間もなく組織を離れていった。ただし、神奈川左派以降に活動に加わったメンバーはこのような経緯を知らず、革命左派が（ブント系ではなく）日本共産党の純粋な分派であると信じていた。
結成当初は主に京浜工業地帯の工場労働者を基盤とした組織であったが、武装闘争開始後は労働運動出身メンバーの多くが離反し、1971年末の時点ではほとんどのメンバーが学生運動出身者であった。他の地域でも小規模な組織活動を行っており、あさま山荘事件で逮捕された少年兄弟や山岳ベース事件で殺害された被害者数人は、「中京安保共闘」を介して東海地方から参加していた。
組織の最高指導者は当初は河北三男であったが、間もなく川島豪が最高指導者となった。川島らの革命左派は急速に過激化していき、一連の連合赤軍事件に至ることになる。

## 前史

### 「警鐘」グループ結成
革命左派の直接の源流は、1966年（昭和41年）に社学同ML派から分派した河北三男（東京社学同→社学同ML派委員長）らとマル戦派を離れた川島豪らが結成した「警鐘」というグループである。グループ名の「警鐘」は彼らの発行していた機関紙名に由来し、「新左翼運動に対して警鐘を打ち鳴らす」という意味が込められていた。「警鐘」は1967年（昭和42年）6月に毛沢東思想を指導理論として掲げたが、当時の最高指導者であった河北三男は、社学同委員長時代に左翼の間でも批判の多かった中国の核実験を全面支持する等、以前より中国に陶酔していた。1967年11月には労働者大衆団体「京浜労働者反戦団」が結成され、同時期に学生・青年大衆団体「反帝平和青年戦線」（YF）も結成された。
「警鐘」は学生運動中心のそれまでの新左翼とは一線を画して労働運動を重視し、党員の条件として労働者であること（学生の場合は大学をやめて労働者となること）、家族を捨てて党員同士での共同生活をすることを求めていた。
「警鐘」は、当時の新左翼としては珍しく「婦人解放」を掲げていた。しかしその内容は「婦人解放のためには革命が必要なので、女性は革命運動に従事しなければならない」程度のもので、実態としては女性メンバーに対し組織（≒男性メンバー）への奉仕を求めるものだった。共同生活は多くの場合男女で行うこととされたが、これを嫌がる女性メンバーに対しては、組織が婦人解放を掲げていることを理由に「男性メンバーに対して失礼」という批判が加えられた。組織内での男女交際（結婚と同義だった）は幹部がお見合いを斡旋し、交際（＝結婚）も幹部の承認の下に行われた。子供は活動の邪魔であるとして妊娠した場合は当然中絶するものとされ、且つ中絶は秘密裏に行い中絶直後も平常どおりの活動をすることが求められた。川島豪をはじめとした幹部の中には女性蔑視発言を公然とする者もおり、中には女性メンバーに対して性的暴行を加える者もいた。当時の女性メンバーは、組織から強要されるこれらのことと組織の掲げる「女性解放」との間に矛盾を見いだしていなかった。
「警鐘」は当初は川島の母校である東京水産大学を主な拠点としていたが、後にML派の横浜国立大学グループがほぼ組織ごと「警鐘」に移行し、水産大と横国大を二大拠点とするようになる。一方でこのことをきっかけに「警鐘」はML派から目の敵にされるようになり、以降「警鐘」は革命左派初期に至るまでML派の襲撃を受けることになる。
後に革命左派・連合赤軍の幹部となるメンバーのうち、永田洋子はかつて社学同ML派に所属していた縁でオルグされたことから、水産大の坂口弘は以前より川島豪を慕っていたことから「警鐘」のメンバーとなっている。上赤塚交番襲撃事件で死亡した柴野春彦は「警鐘」に組織ごと移行したML派横国大グループの中心メンバーの一人であった。

### 「警鐘」グループの「神奈川左派」への合流
1967年（昭和42年）、中国の文化大革命をめぐる評価で、日本共産党内部で深刻な対立が生じ、日本共産党は党内の「親中国派」を大量に除名した。日本共産党（左派）神奈川県委員会、通称「神奈川左派」は、日本共産党を除名された同党神奈川県委員会の親中派による党派で、メンバーは日本中国友好協会神奈川県支部の幹部を兼ねていた。
毛沢東思想を奉じていた河北三男、川島豪らの「警鐘」は、共産党出身の神奈川左派のメンバーを指導者として仰ぐべく同派との合流を模索し、間もなく「警鐘」の神奈川左派への合流が実現した。但し、共産党出身の神奈川左派の人数は少なく、新組織は「警鐘」の各地の支部に共産党出身の神奈川左派幹部が少人数ずつ配置されたものとなった。河北三男、川島豪ら「警鐘」の幹部は、当初は共産党出身の神奈川左派幹部らに敬意を払っていたが、間もなく彼らの指導を無視するようになった。
共産党出身の神奈川左派幹部らは当時の新左翼に対して批判的であったが、元「警鐘」の河北、川島は新左翼を高く評価していた。また、河北は山口左派を中心に親中国派の結集を目指した日本共産党（左派）結成準備大会において、大隈鉄二の佐賀県左派と共に反山口派（日共革命的左派）についた。
神奈川左派の元「警鐘」メンバーは、ML派を分裂させたとして同派から目の敵にされており、神奈川左派結成直前から革命左派初期に至るまで暴行・拉致監禁等の内ゲバを受けていた。共産党出身の指導部はML派に対して非暴力での対処を主張し、ML派から顔が分からなくなるほどの暴行を受けながら非暴力で拉致されたメンバーを奪還したりもした。一方で川北、川島らは暴力による報復を主張し、指導部の意向に反してML派への内ゲバを行った。

### 「神奈川左派」分裂と「革命左派」結成
1969年3月、神奈川左派は分裂し、新左翼の実力闘争に好意的な元「警鐘」の河北三男、川島豪らを中心とした日本共産党（革命左派）神奈川県常任委員会が結成された。「革命左派」という名称は、左派よりも革命的であるという理由で川北三男がつけたものだとされる。また学生・青年大衆団体の「反帝平和青年戦線」も「学生戦闘団」に改称された。革命左派の結成当初の最高指導者だった河北三男は、革命左派を親新左翼の毛沢東主義派による全国政党結成のための過渡的な組織と位置づけていたらしい。革命左派正規党員は結成当初約20人いたが、そのうち共産党出身者は1人だけで、その1人も活動には消極的で間もなく組織を去っていった。「警鐘」系メンバーにも、革命左派結成を期に組織を離れた者がいた。

## 活動
結成当初の革命左派は、ブルーカラーによる地道な労働運動を活動の中心に据えており、当時の新左翼の中では穏健派であった。学生組織は当時の大学紛争において反代々木派の一端を担っていたが、他党派からは軽く見られていた。原則的に、学籍のある活動家は指導下の青年組織や影響下の大衆団体構成員にはなれても、党員にはなれないという内規があった。
1969年6月、革命左派はかねてより対立関係にあったML派から大規模な襲撃を受ける。この襲撃を期に革命左派では軍事部門の「行動隊」が作られるが、この「行動隊」が後に過激な闘争を担うことになる。また、同時期に『球根栽培法』が『登山の手引き』のタイトルで復刻され、組織内で配布された。
1969年7月、革命左派幹部の「全国配置」が行われ、河北三男が大阪に移る一方で川島豪は東京に残るが、このことで実質的に川島が組織の主導権を握ることとなる。同年8月には学生メンバーの多くに学籍を隠し工場で働くことが指示された。
1969年9月、革命左派は愛知外相訪ソ訪米阻止闘争として羽田空港への決死隊の侵入による滑走路への火炎瓶投擲、および米ソ両大使館への火炎瓶投擲を行い、一躍最過激派と見なされるようになる。その後革命左派は、同年11月までに米軍基地の横田基地、厚木基地に次々と侵入して、放火やダイナマイトによる一連の「闘争」を行ったが、同年12月8日の議長川島豪の逮捕をはじめとして、年末までに多くの幹部級の活動家が指名手配および逮捕された。
また、これらの過激な活動は左派時代からの党員や支持者の大幅な離反を招き、当初は共闘関係にあった親中国派党派も距離を置くようになる。革命左派立ち上げ時の議長であった河北三男は分派して佐賀県を地盤とした大隈鉄二の「日共革命的左派」（革左九州党）と合流し、その後の日本労働党結成に向かうことになる。
大量弾圧後の残存メンバーは引き続きダイナマイト闘争を続けたが、獄中の川島から奪還を指示され、川島奪還のために交番を襲撃し銃を獲得することを計画した。1970年12月18日には東京都板橋区の上赤塚交番を襲撃。警官から拳銃を奪おうと試みたが、警察官の反撃で柴野春彦が射殺され、2人が重傷を負って逮捕された（上赤塚交番襲撃事件）。
上赤塚交番襲撃事件の数日後、新左翼諸派による柴野の合同追悼集会が開かれた。赤軍派はこの事件を高く評価する声明を出し、それをきっかけに両組織は接近したという（赤軍派は対立する戦旗派の反対でこの集会に参加できなかったが、後日革命左派と赤軍派による合同集会が開催されることとなった）。また、革命左派に対し内ゲバを行っていたML派もこの事件を高く評価する声名を出した。ML派の声明は、かつては自派のメンバーであった柴野を悼むためのものだったが、革命左派内では「武力闘争は内ゲバをも克服する」とも捉えられた。
1971年2月17日、栃木県真岡市の銃砲店を襲撃し、多数の銃と実弾を強奪した（真岡銃砲店襲撃事件）。この事件に対してただちに銃強奪グループ（実行犯の一部が直後に逮捕されたことにより、事件の背景はすぐに明かになった）に対する捜査網が張られるが、捜査網からの逃避の中で川島奪還という当初の目標は忘れ去られ、闘争の中心に銃が据えられると共に銃の物神化が行われるようになる。この銃の物神化は後の連合赤軍において極端に強調され、山岳ベース事件における同志殺害の重要なファクターとなる。また、この銃の一部は赤軍派に譲渡され、「M作戦」と称する金融機関強盗などに用いられた。後にはあさま山荘事件において、2人の警官と1人の一般市民の命を奪う事になる。なお、銃砲店襲撃の直前、スパイの嫌疑をかけられたメンバー一名の処刑が検討されたが、実行人員の不足・死体を埋める場所が見当たらなかった等の理由で中止されている。
やがて革命左派は赤軍派と合同しようとして、1971年7月15日付けでの「統一赤軍」結成が宣言される。しかし、これに対して川島豪（獄中）は「統一赤軍」は革命左派の「反米愛国路線」を否定するものだと批判し、「連合赤軍」に改称するよう強硬に求めてきた。赤軍派側はこの改称要求に不快感を示しつつも最終的には受け入れ、同年9月16日には連合赤軍結成集会が開催されるが、連合赤軍の実際の結成は頓挫していた。この間の8月、革命左派は同派の山岳ベースを脱走し情報漏洩を疑われた二人のメンバーを殺害（印旛沼事件）。この事件で、革命左派幹部は「殺人」という一線を越えた。
その後も、革命左派と赤軍の間には主導権の獲得競争が水面下で存在し続けた。同年12月上旬に両派が計画した射撃訓練は赤軍派が設定した新倉（山岳）ベースで行われることになるが、そこで両派の主導権争いが相手党派の批判という形で表面に出るようになり、更に個人の活動のやり方が問題とされるようになる。その後12月下旬に革命左派の榛名ベースに両派獄外指導部が集まると、川島豪ら獄中や救対への批判が高まり、獄中・救対と絶縁し赤軍派と合同することによる「新党」の結成が宣言される。それと共に、個人への追及は更に激しくなり、ついには「総括」というリンチが始まり、同志12名の殺害に至るのである。（この部分は連合赤軍や山岳ベース事件の項に詳しい）
連合赤軍事件発覚後、議長の川島豪（獄中）は一連の事件を「反米愛国路線の放棄」と総括し、自らの指示に従わなかったことが同志殺害の元凶だとした。川島はこの総括を坂口弘に受け入れさせ、また総括を受け入れずに赤軍派の塩見孝也（獄中）寄りの態度を取った永田洋子を「永久除名」し、連赤事件に揺れる組織の統一を保った。しかしその後、日中・米中の関係改善、ソ連の脅威の高まりという国際情勢の変化を受け、反ソ路線への変換を主張する坂口弘派と反米路線の堅持を主張する川島豪派に分裂、組織は衰退した。
議長の川島豪は出獄後ふたたび反米愛国路線の元で組織の指導を行ったが、活動は停滞した。後に川島も病気を理由に実家へ帰郷してしまい、結局1980年代に組織は自然消滅した。最末期には日本共産党（行動派）との共闘が模索されていた。

## 組織
- 日共革命左派 - 神奈川県委員会
  - 中京安保共闘
  - 関西安保共闘
  - 九州安保共闘
  - 日本青年共産同盟 - 神奈川県委員会
    - 京浜安保共闘
      - 学生戦闘団
      - 京浜労働者反戦団
      - 婦人解放同盟
      - 反戦平和婦人の会
      - 人民救護会（救対部）

  - 軍事委員会（非公然組織）
    - 反米愛国行動隊
    - 人民解放遊撃隊
    - 人民革命軍